# Association des Églises Évangéliques Mennonites de France
Association des Églises Évangéliques Mennonites de France (zu deutsch Vereinigung der evangelisch-mennonitischen Gemeinden Frankreichs) ist ein Zusammenschluss mennonitischer Gemeinden in Frankreich.
Bereits in der Reformationszeit bildeten sich im Elsass erste täuferische Gemeinden. Straßburg wurde Zufluchtsstätte für bedeutende täuferische Reformatoren wie Pilgram Marbeck oder Melchior Hofmann. Noch in der zweiten Hälfte des 16. Jahrhunderts wurden in Straßburg mehrere größere Täufersynoden abgehalten. So kamen 1554 etwa 600 Täufer in der Stadt zusammen.
Die heute in Frankreich bestehenden mennonitischen Gemeinden gehen jedoch größtenteils auf die im 17. Jahrhundert aus der Schweiz vertriebenen Schweizer Brüder (Frères suisses) zurück. Die aus dem Schweizer Jura oder dem Berner Emmental zugewanderten Täufer ließen sich damals vor allem im Osten Frankreichs nieder. Noch heute bildet neben dem Elsass die Region um Montbéliard in der Franche-Comté einen Schwerpunkt mennonitischer Gemeindearbeit, wo die Gemeinden zum Teil auch eigene Friedhöfe besitzen.

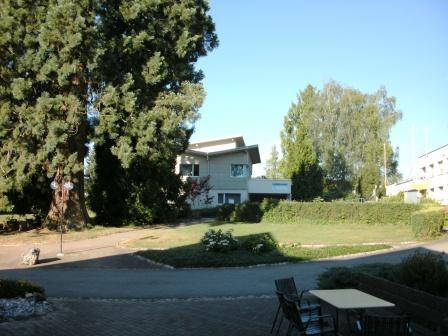
Gebäude des Theologischen Seminars Bienenberg; rechts Studentenwohnheim

Im Jahr 1925 bildeten die Elsässer Mennoniten mit der Konferenz der Mennoniten in Elsass-Lothringen einen gemeinsamen Gemeindeverband. Zuvor hatten die Gemeinden im Elsass noch mit den süddeutschen Mennonitengemeinden zusammengearbeitet. Sprachliche Barrieren zu den rechtsrheinischen Gemeinden gab es damals noch nicht, da die Gemeinden im Elsass noch zum Großteil deutschsprachig waren. Die mennonitischen Gemeinden außerhalb des Elsasses gründeten zwei Jahre später ebenfalls eine Konferenz der Mennonitengemeinden in französischer Sprache. Erst 1980 vereinigten sich beide Verbände zu dem heute bestehenden gesamt-französischen Gemeindeverband. Dieser gibt die Zeitschrift Christ Seul heraus und betreibt bei Valdoie ein Kinder- und Altersheim. In St. Maurice bei Paris wurde nach dem Zweiten Weltkrieg mit dem Centre Mennonite de Paris ein mennonitisches Begegnungszentrum aufgebaut. Der Verband besitzt mit dem Comité de mission mennonite français auch eine mennonitische Missionsgesellschaft. Theologische Ausbildungsstätte ist das zusammen mit deutschen und schweizerischen Mennoniten betriebene Ausbildungs- und Tagungszentrum Bienenberg (Centre de formation et de rencontre Bienenberg) in der Schweiz. Neben ausgebildeten Theologen spielen aber Laienprediger nach wie vor eine große Rolle.
Im Jahr 1984 waren die französischen Mennoniten Gastgeber der 11. Mennonitischen Weltkonferenz in Straßburg.
2018 fand in Montbéliard die 12. Mennonitische Europäische Regionalkonferenz statt.